# Frank Van der Stucken
Frank Van der Stucken, född 15 oktober 1858 i Fredericksburg, Texas, död 16 augusti 1929 i Hamburg, var en amerikansk dirigent och tonsättare. 
Van der Stucken fick sin utbildning i Belgien, var 1881–82 teaterkapellmästare i Breslau, blev 1884 anförare för manssångföreningen Arion i New York och var 1895–1912 dirigent för symfoniorkestern i Cincinnati, där han även från 1905 ledde musikfesterna, som hölls i maj vartannat år. 1913 dirigerade han vid Wagnerjubileet i Antwerpen. Han komponerade några operor, musik till William Shakespeares "Stormen", åtskilliga kör- och orkesterverk samt pianostycken och sånger.